# Alex Graves

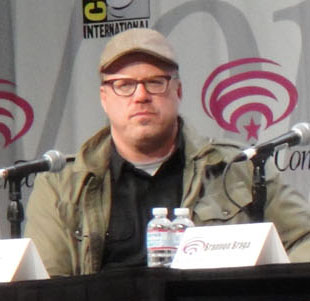
Alex Graves (2011)

Alexander „Alex“ Graves (* 23. Juli 1965 in Kansas City, Missouri) ist ein US-amerikanischer Fernsehregisseur und -produzent sowie Drehbuchautor.

## Leben
Sein Vater William war Reporter für die Zeitung The Kansas City Star, während seine Mutter Alexandra für den Senatorin Nancy Landon Kassebaum aus Kansas arbeitete. Als Alex jung war, zog seine Familie nach El Dorado, die Heimatstadt seines Vaters. 1983 ging er von der El Dorado High School ab und besuchte folglich die University of Kansas und die University of Southern California. Letztere schloss er mit Bachelor-Abschluss in Filmproduktion ab.

## Karriere
Graves ist bekannt für seine Arbeit im Rahmen der Serie The West Wing – Im Zentrum der Macht. Er war für die Serie als Produzent, Drehbuchautor und Regisseur tätig. Für die Produktion gewann er zwei Emmys; für seine Regie bei den Episoden Posse Comitatus und Der Parteitag wurde er für jeweils einen Emmy nominiert.
Zudem führte Graves bei bekannten Serien wie Homeland, Game of Thrones und House of Cards Regie.

## Filmografie (Auswahl)

### Als Regisseur
- 1998–2001: Practice – Die Anwälte (Fernsehserie, 6 Episoden)
- 1999: Ally McBeal (Fernsehserie, 3 Episoden)
- 1999–2000: Sports Night (Fernsehserie, 5 Episoden)
- 1999–2006: The West Wing – Im Zentrum der Macht (Fernsehserie, 34 Episoden)
- 2006: The Nine – Die Geiseln (Fernsehserie, 4 Episoden)
- 2007: Journeyman – Der Zeitspringer (Fernsehserie, 5 Episoden)
- 2008: Fringe – Grenzfälle des FBI (Fernsehserie, Episode 1x01)
- 2012: The Newsroom (Fernsehserie, Episode 1x02)
- 2012–2015: Shameless (Fernsehserie, 2 Episoden)
- 2013–2014: Game of Thrones (Fernsehserie, 6 Episoden)
- 2014–2015: Homeland (Fernsehserie, 2 Episoden)
- 2015: Proof (Fernsehserie, 3 Episoden)
- 2016: House of Cards (Fernsehserie, Episode 4x08)
- 2018: Altered Carbon – Das Unsterblichkeitsprogramm (Altered Carbon, Episode 1x04)
- 2019: Lost in Space – Verschollen zwischen fremden Welten (Fernsehserie, 3 Episoden)
- 2019: Treadstone (Fernsehserie, 2 Episoden)

### Als Produzent
- 2001–2006: The West Wing – Im Zentrum der Macht (Fernsehserie, 104 Episoden)
- 2006–2007: The Nine – Die Geiseln (Fernsehserie, 4 Episoden)
- 2007: Journeyman – Der Zeitspringer (Fernsehserie, 11 Episoden)
- 2015: Proof (Fernsehserie, 10 Episoden)

### Als Drehbuchautor
- 2005: The West Wing – Im Zentrum der Macht (Fernsehserie, Episode 7x04)

## Auszeichnungen
Directors Guild of America Award
- 2025: Nominierung für die Beste Regie bei einer Dramaserie (Diplomatische Beziehungen, Folge Dreadnought)[1]